# 上村和裕
上村 和裕（うえむら かずひろ、1983年2月20日 - ）は、北海道滝川市出身の元プロ野球選手（捕手）。
捕手としては珍しい俊足で、一時期スイッチヒッターであったが、後に右打ちに専念することとなった。

## 来歴・人物

### 高校時代
滝川シニアで全国ベスト4。北照高では2年の時は外野手（1学年上に米野智人がいたため）。3年春の甲子園で主将を務めたが、2回戦で福島商業の左腕芳賀健の前に惜敗した。
夏は決勝で札幌南高校に敗退し、甲子園出場はならなかった。
2000年のドラフト3位でオリックス・ブルーウェーブに入団。

### オリックス時代
2年目の2002年に高卒捕手としては早くも一軍出場を果たす。しかし2003年は打撃の不振で一軍出場が無かった。2004年も不振は続き、夏に気分転換に左打ちで打撃練習をしていた際に、当時二軍打撃コーチだった藤井康雄に左打ちを褒められ、スイッチヒッターに転向する。
2004年オフの選手分配ドラフトでオリックス・バファローズに分配されたが、翌2005年1月に菊地原毅とのトレードで山﨑浩司とともに広島東洋カープへ移籍。

### 広島時代
2006年は4年ぶりに昇格し、5試合に出場するも全打席無安打に終わり、再降格となった。
2007年は一軍出場無しも、二軍では2年ぶりに打率が二割を超え、出場試合数も50を超えて二軍の正捕手の座についた。
2008年は二軍で打率.230の不調だったが、選球眼は向上し、四死球が多いため出塁率は.360台と高水準をキープしていた。8月12日に昇格し、2002年8月2日以来6年ぶりとなる安打を放った。
2009年4月25日の対阪神タイガース戦でプロ初打点を記録するが、一軍ではその試合のみの出場に終わる。二軍では會澤翼の台頭もあって捕手としての出場機会は減ったが、例年より打撃が好調だったこともあり、2年ぶりに捕手以外のポジションにもついている。二軍での打率は自己最高の.271を記録している。
2010年は故障で出遅れたこともあって3年ぶりに一軍出場無しのシーズンとなった。二軍では前年を上回る打率.287を記録した。
2011年は二軍では97試合に出場するも一軍での出場は無く、2012年も1試合のみの出場に終わる。
2014年、10月28日に球団から戦力外通告を受けた。12月2日、自由契約公示された。

### 現役引退後
2015年1月1日からは、オリックス・バファローズ球団の事業委託スタッフとして、球団本部編成部アマチュアスカウトグループ所属のスカウトとなっていたが、2023年限りで退団。
2024年からは、母校・北照高野球部のテクニカルアドバイザーに就任した。

## 人物・エピソード

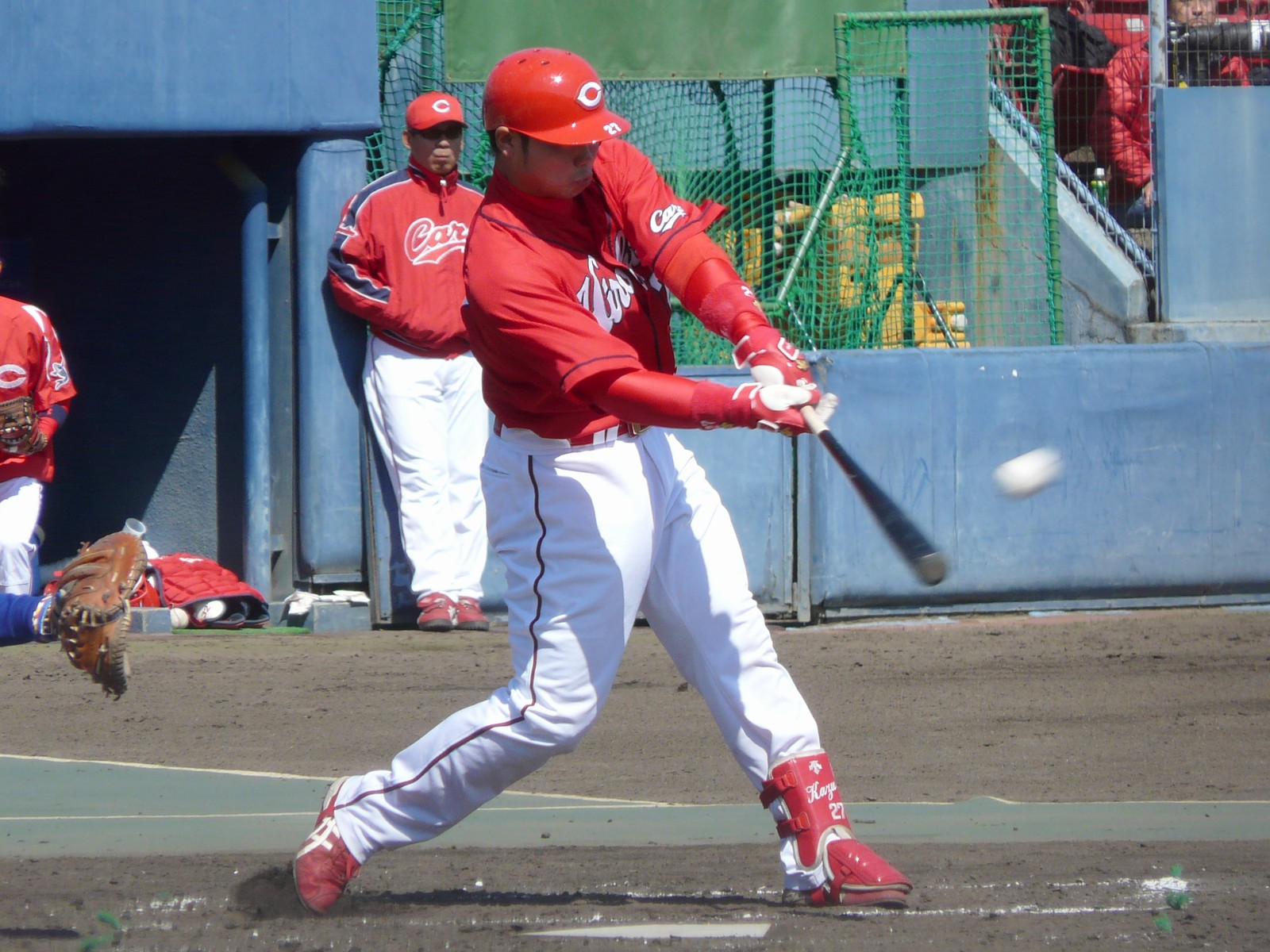
右打席で本塁打を放つ上村

首脳陣からスローイングに波があると指摘されているが、三塁から走って来た走者を本塁近くで止めるブロックやワンバウンドのセービングは評価されている。強気な性格で、二軍では球審の判定に詰め寄る形で異議を唱えることもあった。
捕手でスイッチヒッターとして注目されていたが、俊足を活かす左打席が力強さに欠けるなど打撃に課題を抱える。2008年のシーズン前に両打ちをやめるように打撃コーチの内田順三から助言をうけたが、引き続きスイッチヒッターを継続していた。また、2005年と2008年には二軍でリーグ最多死球を記録しているなど、四死球・三振とも多いのが特徴。
2008年2月23日のオープン戦で5回表から守備で出場した際、9回表に代打長谷川勇也の邪飛を三塁ベンチ方向に追いかけたところ、ネクストバッターサークル付近に置いてあったバットにつまずき落球してしまう珍事が起こった（判定は守備妨害でアウト）。
2009年、MAZDA Zoom-Zoom スタジアム広島にて練習と紅白戦で同球場初の本塁打を放った。

## 詳細情報

### 年度別打撃成績
| 年 度     | 球 団      | 試 合 | 打 席 | 打 数 | 得 点 | 安 打 | 二 塁 打 | 三 塁 打 | 本 塁 打 | 塁 打 | 打 点 | 盗 塁 | 盗 塁 死 | 犠 打 | 犠 飛 | 四 球 | 敬 遠 | 死 球 | 三 振 | 併 殺 打 | 打 率 | 出 塁 率 | 長 打 率 | O P S |
| --------- | ---------- | ----- | ----- | ----- | ----- | ----- | -------- | -------- | -------- | ----- | ----- | ----- | -------- | ----- | ----- | ----- | ----- | ----- | ----- | -------- | ----- | -------- | -------- | ----- |
| 2002      | オリックス | 11    | 14    | 11    | 1     | 1     | 0        | 0        | 0        | 1     | 0     | 0     | 0        | 0     | 0     | 3     | 0     | 0     | 6     | 0        | .091  | .286     | .091     | .377  |
| 2006      | 広島       | 5     | 7     | 7     | 0     | 0     | 0        | 0        | 0        | 0     | 0     | 0     | 0        | 0     | 0     | 0     | 0     | 0     | 2     | 0        | .000  | .000     | .000     | .000  |
| 2008      | 広島       | 8     | 4     | 4     | 2     | 2     | 0        | 0        | 0        | 2     | 0     | 0     | 0        | 0     | 0     | 0     | 0     | 0     | 2     | 0        | .500  | .500     | .500     | 1.000 |
| 2009      | 広島       | 1     | 1     | 1     | 0     | 1     | 0        | 0        | 0        | 1     | 1     | 0     | 0        | 0     | 0     | 0     | 0     | 0     | 0     | 0        | 1.000 | 1.000    | 1.000    | 2.000 |
| 2012      | 広島       | 1     | 0     | 0     | 0     | 0     | 0        | 0        | 0        | 0     | 0     | 0     | 0        | 0     | 0     | 0     | 0     | 0     | 0     | 0        | .000  | .000     | .000     | .000  |
| 通算：5年 | 通算：5年  | 26    | 26    | 23    | 3     | 4     | 0        | 0        | 0        | 4     | 1     | 0     | 0        | 0     | 0     | 3     | 0     | 0     | 10    | 0        | .174  | .269     | .174     | .443  |

### 年度別守備成績
| 年 度 | 捕手 | 捕手 | 捕手 | 捕手 | 捕手 | 捕手 | 捕手   | 捕手   | 捕手   | 捕手   | 捕手   |
| 年 度 | 試合 | 刺殺 | 補殺 | 失策 | 併殺 | 捕逸 | 守備率 | 企図数 | 許盗塁 | 盗塁刺 | 阻止率 |
| ----- | ---- | ---- | ---- | ---- | ---- | ---- | ------ | ------ | ------ | ------ | ------ |
| 2002  | 10   |      |      |      |      |      |        | 3      | 2      | 1      | .333   |
| 2006  | 1    | 5    | 0    | 0    | 0    | 0    | 1.000  | 0      | 0      | 0      | -      |
| 2008  | 2    | 5    | 1    | 0    | 0    | 0    | 1.000  | 0      | 0      | 0      | -      |
| 2009  | 1    | 2    | 0    | 0    | 0    | 0    | 1.000  | 0      | 0      | 0      | -      |
| 2012  | 1    | 0    | 1    | 0    | 0    | 0    | 1.000  | 0      | 0      | 0      | -      |
| 通算  | 15   | 12   | 2    | 0    | 0    | 0    | 1.000  | 3      | 2      | 1      | .333   |

### 記録
- 初出場・初先発出場：2002年7月17日、対大阪近鉄バファローズ14回戦（大阪ドーム）、8番・捕手で先発出場、2打席2三振
- 初安打：2002年8月2日、対千葉ロッテマリーンズ18回戦（グリーンスタジアム神戸）、8回裏に加藤康介から右前安打
- 初打点：2009年4月25日、対阪神タイガース5回戦（MAZDA Zoom-Zoom スタジアム広島）、8回裏に福原忍から中前適時打

### 背番号
- 53 （2001年 - 2004年）
- 66 （2005年 - 2007年）
- 27 （2008年 - 2014年）